# 東羅曼語支
東羅曼語支（Eastern Romance languages） 是一組羅曼語族的語言，在狹義上指弗拉赫語言。東羅曼語支是通俗拉丁語在東南歐地區發展出的變體。有時義大利-達爾馬提亞語也被劃入東羅曼語支。東羅曼語支是羅曼語族在斯拉夫語族中的飛地，加上羅馬尼亞屬於東正教文化圈而非天主教文化圈，因此和其他羅曼語族的語言有很大不同。
東羅曼語支包括四種語言：
- 北部的羅馬尼亞語：在羅馬尼亞及摩爾多瓦，該語被稱爲“羅馬尼亞語”，但在其他東歐的獨聯體國家，卻稱其爲“摩爾多瓦語”；
- 西部的伊斯特拉-羅馬尼亞語；
- 南部的馬其頓-羅馬尼亞語（又被稱阿羅馬尼亞語）及莫格莱纳-罗马尼亚语。

語言學界同時亦在阿爾巴尼亞語及希臘語中發現從拉丁語引入的詞彙。19世紀及20世紀時期的語言學家多直接用“羅馬尼亞語”一次稱呼此語支下的所有語言，但亦有部分語言學家持有不同意見，認爲各語言互相獨立，或至少認爲阿羅馬尼亞語及莫格莱纳-罗马尼亚语同屬南部分支，而羅馬尼亞語及伊斯特拉-羅馬尼亞語則屬北部分支。但是所有學者都一致認同，該語支於10世紀至13世紀時期與其他同語族姊妹語言中分離，並且爲生活在巴爾幹半島的羅馬化色雷斯人所使用。早於公元10世紀，史學家懺悔者狄奧法內斯就已經在其記錄中提及東羅馬諸語。
該語支族群內通常稱呼自己爲“羅馬人”，但是外族卻一般稱其作“弗拉赫人”。
| 東羅曼語支 | \| \| 罗马尼亚语 Romanian ron \| \| \| \| \| \| 阿罗马尼亚语 Aromanian rup \| \| \| \| \| \| 伊斯特拉-罗马尼亚语 Romanian, Istro ruo \| \| \| \| \| \| 梅戈来诺-罗马尼亚语 Romanian, Megleno ruq \| \| \| \| |
|            | \| \| 罗马尼亚语 Romanian ron \| \| \| \| \| \| 阿罗马尼亚语 Aromanian rup \| \| \| \| \| \| 伊斯特拉-罗马尼亚语 Romanian, Istro ruo \| \| \| \| \| \| 梅戈来诺-罗马尼亚语 Romanian, Megleno ruq \| \| \| \| |
|            | 罗马尼亚语 Romanian ron |
|            | |
|            | 阿罗马尼亚语 Aromanian rup |
|            | |
|            | 伊斯特拉-罗马尼亚语 Romanian, Istro ruo |
|            | |
|            | 梅戈来诺-罗马尼亚语 Romanian, Megleno ruq |
|            | |

## 起源

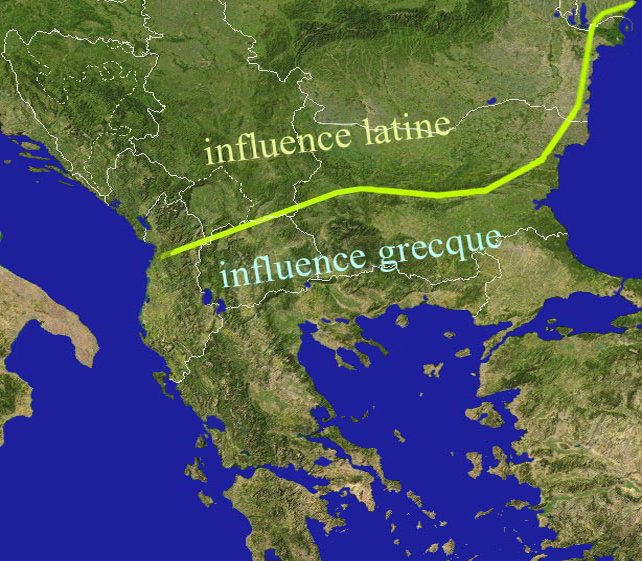
Jireček Line，以北爲拉丁文化圈，以南爲希臘文化圈

現時史學界認爲，羅馬帝國末期及中世紀摩爾達維亞公國及瓦拉幾亞公國建立之間這一千多年時間，沒有任何考古或書面材料證明東羅馬語支的存在，暗示着東羅馬語支並非直接從羅馬帝國傳播至當地，意思後期才遷入。
但是羅馬尼亞及其他東歐史學家持有不同意見。他們認爲，巴爾幹半島諸語通過漫長歷史的互動，早已經無所謂是否“根正苗紅”（即羅馬尼亞是否純淨的拉丁衍生語）。這些巴爾幹半島諸語，共同組成了一個語言聯盟，並擁有諸多詞彙、句法和詞法方面的共同點。
根據史學界的研究，從巴爾幹半島一直支多瑙河北面，當時的民族交融史爲：
- 斯拉夫人遷入並佔據了平原地帶，同時吸納了阿爾巴尼亞人及羅馬化色雷斯人；
- 阿爾巴尼亞人語及東羅馬語支有不少航海和漁業方面的詞彙源自希臘語，證明當時前兩者居住在內陸地區，而黑海沿岸則由希臘人所佔據；
- 阿爾巴尼亞語及東羅馬語支諸語的共同詞彙，並非來自伊利里亞語或古色雷斯語（分別被認爲是兩者的祖先語言，但其實該兩者在羅馬化時期就已經消失，只是被更加後期的阿爾巴尼亞語和東羅馬語所吸納，其過程類似於高盧-羅曼語支取代西歐的凱爾特語和高盧語）。早期的阿爾巴尼亞人分佈可能更加靠東，而東羅馬人則可能分佈在被今天更加廣闊的領域。兩者的接觸點位於今天的科索沃和塞爾維亞。

故總言之，東羅馬語支的起源可能是：
- 語言學上，是羅馬化的色雷斯-伊利里亞語，並且受斯拉夫語的及古阿爾巴尼亞語的影響；
- 地理上，位於伊尔查科夫线（以北爲拉丁文化圈，以南爲希臘文化圈）以北，多瑙河以南的區域。對於該區域的具體位置，則衆說紛紜：俄羅斯學界大大縮小了此區域，認爲要不在塞爾維亞南部，瓦拉幾亞中部或外西凡尼亞南部；但羅馬尼亞學界卻定義了更加廣闊的範圍，並且位於現代羅馬尼亞境內。

## 特點

### 詞法
- 保留了名詞的中性，但與傳統拉丁不同，中性名詞並沒有單獨的詞尾——中性單數與陽性單數詞尾一致，中性複數與陰性複數詞尾一致；
- 保留了名詞格，但只有三種變化：主格/賓格、與格/屬格、呼格；
- 陰性名詞複數詞尾爲 -e 及 -le，陽性爲 -i，中性爲 -uri。但例外情況較多；
- 定冠詞置於名詞結尾，且詞形變化通常體現在冠詞上而非名詞上。例如 lupul - lupului （the wolf - (to) the wolf），un lup - unui（a wolf - (to) a wolf）；
- 比較級使用 mai 組成（對應英文中的 more 或 法文中的 plus）；
- 數詞 11 到 19 使用 spre 連接十位數和個位數，例如 doisprezece 爲 12。
- 虛擬式的連詞爲 să，對應英文中的 that 及法文中的 que；
- 複合過去時僅使用一個助動詞 a avea，對應法文中使用兩個助動詞，avoir 及 être；

### 句法
- 不使用不定式，而使用虛擬式替代。例如 I want to go 變爲 I want that I could go（Vreau să plec）；[10]
- 句子的主語可以省略；（類似西班牙語和意大利語）

## 內部相似性
由於地處巴爾幹半島，民族混雜，東羅馬語支內諸語的互相理解性相當有限，各語分別接受不同民族的影響，尤其是詞彙上：例如，希臘語和阿爾巴尼亞語對阿羅馬尼亞語影響較深，馬其頓語對莫格萊納-羅馬尼亞語，克羅地亞語對伊斯特拉-羅馬尼亞語，匈牙利語及其他羅曼語族語言對羅馬尼亞語。